# Lenhartsville
Lenhartsville es un borough ubicado en el condado de Berks en el estado estadounidense de Pensilvania. En el año 2000 tenía una población de 173 habitantes y una densidad poblacional de 500 personas por km².

## Geografía
Lenhartsville se encuentra ubicado en las coordenadas 40°34′24″N 75°53′12″O / 40.57333, -75.88667.

## Demografía
Según la Oficina del Censo en 2000 los ingresos medios por hogar en la localidad eran de $36,071 y los ingresos medios por familia eran $36,964. Los hombres tenían unos ingresos medios de $35,000 frente a los $20,500 para las mujeres. La renta per cápita para la localidad era de $16,998. Alrededor del 9.8% de la población estaba por debajo del umbral de pobreza.